# Národný štadión Ing. Pavla Rosu
Národný štadión Ing. Pavla Rosu – stadion do hokeja na trawie w Bratysławie (w dzielnicy Rača), stolicy Słowacji. Został otwarty w 2002 roku. Swoje spotkania rozgrywają na nim laskarze klubu KPH Rača.
Stadion do hokeja na trawie ze sztuczną nawierzchnią, określany jako narodowy, powstał w latach 2001–2002 na terenie szkoły podstawowej przy ulicy Plickovej w Račy (dzielnicy Bratysławy). Koszt budowy wyniósł 12 mln Sk. Uroczyste otwarcie obiektu miało miejsce 26 października 2002 roku, choć już dzień wcześniej rozegrano na nim mecz reprezentacji Słowacji i Chorwacji (2:1). Stadionowi nadano imię działacza hokeja na trawie, Pavla Rosy. Na obiekcie swoje spotkania rozgrywają laskarze klubu KPH Rača, wielokrotni mistrzowie Słowacji.